# Suite de concert pour violon et orchestre (Taneïev)
La Suite de concert pour violon et orchestre en sol mineur, op. 28, est une œuvre relativement tardive du compositeur russe Sergueï Taneïev.
Écrite entre 1908 et 1909, c'est sa seule composition pour violon solo. Elle est dédiée (comme le concerto pour violon d'Anton Arenski) au célèbre violoniste Leopold Auer, qu'il avait rencontré dans le passé (ils ont effectué une tournée de concerts ensemble dans les années 1870). Elle a été créée le 22 octobre 1909 à Moscou par le violoniste Boris Sibor (1880-1961).

## La suite
Taneïev a écrit l'œuvre à la demande de son ami le violoniste Boris Sibor, qui apparemment trouvait le répertoire pour violon et orchestre à l'époque insuffisamment stimulant. Taneïev lui-même a trouvé difficile l'idée d'une œuvre pour violon et orchestre et a composé l'œuvre avec les conseils de Sibor. Sibor a fait des remarques au compositeur lorsque Taneïev était sur le point d'écrire quelque chose qui était techniquement impraticable.
L'œuvre présente une synthèse de diverses traditions. D'une part on retrouve une idée actualisée de la suite baroque, comme le montrent le Prélude et la Gavotte ; la Tarentelle pourrait remplacer la Gigue baroque. Et d'autre part, le romantisme propre à Schumann se reflète dans le troisième mouvement (Märchen) : le fait que Taneïev construise le mouvement le plus développé sous la forme d'un thème avec des variations peut refléter le modèle de son mentor, Tchaïkovski, dans sa Suite pour orchestre no 3. Les variations incluent d'autres danses, telles que la valse et la mazurka, confirmant que les bases de l'œuvre reposent à la fois sur des formes de danse archaïques et nationales.
La suite de concert est aussi une formidable pièce de virtuosité, conçue pour mettre en valeur la technique des violonistes de plus haut niveau.

## Mouvements
- 1.Prélude: Grave
- 2.Gavotte: Allegro Moderato
- 3. Märchen (Contes) - Thème et variations
  - Thème: Andantino
  - Variation I: Allegro Moderato
  - Variation II: Allegro energico
  - Variation III: Tempo di valse
  - Variation IV: Fuga doppia: Allegro molto
  - Variation V: Presto scherzando
  - Variation VI: Tempo di mazurka: Allegro con fuoco
  - Variazione finale e coda: Andante
- 4. Tarantelle: Presto-Più presto

La virtuosité du violon est présente depuis le début du Prélude, avec son entrée brillante aux allures de cadence, pleine de gammes, d'arpèges et de trilles qui seront une sorte de fil conducteur de l'œuvre. 
La Gavotte débute sur des airs évoquant le XVIIIe siècle (ils rappellent l'esprit de la suite Mozartiana de Tchaïkovski), mais le soliste se dégage bientôt et revient au langage romantique tardif habituel de Taneïev, auquel s'ajoute progressivement l'orchestre.
Les Märchen (Contes) évoquent un sens narratif, puis le thème et les variations sont présentés comme le mouvement le plus étendu et le plus complet. 
Le dernier mouvement, la Tarentelle, est un exemple de l'attrait des compositeurs russes pour la musique italienne.

## Orchestration
| Nomenclature de la Suite de concert                                                                                 |
| Soliste |
| violon |
| Cordes |
| Premiers violons, seconds violons, altos, violoncelles, contrebasses                                                |
| harpe |
| Bois |
| 2 flûtes (la 2e aussi piccolo), 2 hautbois (le 2e aussi cor anglais), 2 clarinettes en la et en si bémol, 2 bassons |
| Cuivres |
| 2 cors en fa, 2 trompettes en si bémol                                                                              |
| Percussions |
| Timbales, tambourin, caisse claire, triangle                                                                        |

## Discographie
- 1957 : David Oïstrakh, Nikolaï Malko, Philharmonia Orchestra (OCLC 1246680182)
- 1961 : David Oïstrakh, Kirill Kondrachine, Orchestre philharmonique de Moscou
- 1982 : Christian Altenburger, Iouri Aronovitch, Wiener Symphoniker (OCLC 775059810)
- 2000 : Pekka Kuusisto (violon) Vladimir Ashkenazy (chef d'orchestre), Orchestre Philharmonique d'Helsinki ODE 959-2 (OCLC 857589020)
- 2008 : Lydia Mordkovitch, Neeme Järvi; Royal Scottish National Orchestra (Glasgow) (OCLC 822756847)